# بلاغات
بلاغات (به انگلیسی: Balaghat) یک منطقهٔ مسکونی در هند است که در بخش بلاغات واقع شده‌است. بلاغات ۲۵ کیلومتر مربع مساحت و ۸۴٬۲۶۱ نفر جمعیت دارد و ۲۸۸ متر بالاتر از سطح دریا واقع شده‌است.